# جوناثان هايدت
جوناثان هايدت (بالإنجليزية: Jonathan Haidt) في 19 أكتوبر 1963، وهو عالم النفس الاجتماعي الأمريكي وأستاذ القيادة الأخلاقية في كلية ستيرن لإدارة الأعمال بجامعة نيويورك. مجالات اهتمامه الرئيسية هي علم نفس الأخلاق والعواطف الأخلاقية.
درس هيدت في جامعة ييل وجامعة بنسلفانيا، ثم أجرى أبحاثًا بعد الدكتوراه في جامعة شيكاغو وأوريسا في الهند، وكان أستاذًا بجامعة فرجينيا من عام 1995 حتى عام 2011.
يستكشف كتاب هيدت الأول «فرضية السعادة: إيجاد الحقيقة الحديثة في الحكمة القديمة» العلاقة بين الفلسفات القديمة مثل الرواقية والبوذية والعلوم الحديثة، بينما يشرح كتابه الثاني «العقل الصائب: لماذا ينقسم الأشخاص الطيبون بالسياسة والدين» كيف تتشكل الأخلاق من خلال العاطفة والحدس أكثر من التفكير المنطقي، ولماذا تحمل الجماعات السياسية المختلفة مثل التقدميين والمحافظين والليبرتاريين مفاهيم مختلفة من حيث الصواب والخطأ. صدر كتابه الثالث، تدليل العقل الأمريكي في عام 2018، مع جريج لوكيانوف، رئيس مؤسسة الحقوق الفردية في التعليم. حظى هايدت بالدعم والانتقاد أثناء نقده للحالة الراهنة للجامعات وتفسيره للقيم التقدمية. دُعي هيدت كأحد «أفضل المفكرين العالميين» من قِبل مجلة السياسة الخارجية، وواحد من «كبار المفكرين في العالم» من قِبل مجلة بروسبكت.

## العائلة
ولد هيدت في مدينة نيويورك ونشأ في سكارسديل لأسرة يهودية ليبرالية.

## التعليم والحياة المهنية
حصل هايد على درجة البكالوريوس في الفلسفة من جامعة ييل في عام 1985، وشهادة الدكتوراه في علم النفس من جامعة بنسلفانيا في عام 1992، ثم درس علم النفس الثقافي –لما بعد الدكتوراه- في جامعة شيكاغو، وكان المشرفون عليه جوناثان بارون وألان فيسك (من جامعة بنسلفانيا) وعالم الأنثروبولوجيا الثقافية ريتشارد شويدر (من جامعة شيكاغو). في عام 1995، عُيّن هيدت كأستاذ مساعد في جامعة فرجينيا حيث عمل حتى عام 2011 وفاز بأربع جوائز للتدريس بما في ذلك جائزة على مستوى الولاية منحها حاكم فرجينيا.
في عام 1999، أصبح هايد نشطًا في مجال علم النفس الإيجابي الجديد، حيث درس المشاعر الأخلاقية الإيجابية. أدى هذا العمل إلى نشر مجلد حُرر بعنوان «الازدهار» في عام 2003، ثم بعنوان فرضية السعادة في عام 2006. قدمت فرضية السعادة الاستعارة التي استُشهد بها على نطاق واسع والتي مفادها أن العقل ينقسم إلى أجزاء، مثل متسابق صغير على فيل كبير جدًا، حيث يشير المتسابق الصغير إلى التفكير الواعي، بينما الفيل الكبير إلى العمليات التلقائية والبديهية. في عام 2004، بدأ هايدت بتطبيق علم النفس الأخلاقي على دراسة السياسة، حيث قام بالبحث في الأسس النفسية للإيديولوجيا، وقد أدى هذا العمل إلى نشر كتاب «العقل الصائب» في عام 2012. 
```
في عام 2011، انتقل هايدت إلى كلية ستيرن لإدارة الأعمال بجامعة نيويورك. يطبق بحث هايدت الحالي «علم النفس الأخلاقي» على أخلاقيات الأعمال. في عام 2013، شارك في تأسيس الأنظمة الأخلاقية (Ethical Systems) وهو تعاون لا يهدف إلى الربح،
[
12
]
 ولكنه مكرس لجعل البحوث الأكاديمية حول الأخلاقيات متاحة على نطاق واسع للشركات، كما يشارك في الجهود المبذولة لتعزيز قدر أكبر من الكياسة السياسية ولزيادة التنوع الأيديولوجي في علم النفس الاجتماعي والعلوم الاجتماعية الأخرى. في عام 2015، شارك هايدت في تأسيس أكاديمية هيترودوكس (Heterodox Academy)، وهي منظمة غير ربحية تعمل على زيادة تنوع وجهات النظر والتفاهم المتبادل والاختلاف المثمر. أحدث كتاب لهايدت هو «تدليل العقل الأمريكي: كيف تُنشئ النوايا الحسنة والأفكار السيئة جيلًا من الفشل» الذي نُشر عام 2018 وشارك في تأليفه جريج لوكيانوف. كما يكتب هايدت كتابًا عن الرأسمالية والأخلاق وسيُنشر في عام 2021.
[
13
]
```

## مساهمات البحوث
أدت أبحاث هايدت حول الأخلاق إلى تطورات نظرية في أربعة مجالات أساسية:

### الحدس الاجتماعي
كان الخط الرئيسي للبحث بالنسبة لهايدت يتمثل فيما هو حول طبيعة وآليات الحكم الأخلاقي. في التسعينيات، طور نموذج الحدس الاجتماعي الذي يفترض أن الحكم الأخلاقي يستند في الغالب على العمليات التلقائية - الحدس الأخلاقي - بدلاً من التفكير المنطقي، كما ينخرط الناس في التفكير إلى حد كبير للعثور على أدلة تدعم حدسهم الأول. استُشهد بمقالة هايدت الرئيسية عن النموذج الحدسي الاجتماعي، «الكلب العاطفي وذيله العقلاني»، أكثر من 7000 مرة.

### الاشمئزاز الأخلاقي
طور هايدت - مع بول روزين وكلارك مكولي- مقياس الاشمئزاز، والذي استُخدم على نطاق واسع لقياس الفروق الفردية من حيث درجة الحساسية للاشمئزاز. لقد كتب هايدت وروزين وماكولي بشكل واسع النطاق عن سيكولوجية الاشمئزاز كعاطفة بدأت كحارس للفم (ضد مسببات الأمراض)، ولكن بعد ذلك توسعت خلال التطور البيولوجي والثقافي لتصبح حارسًا للجسم بشكل أعم والنظام الاجتماعي والأخلاقي.

### الارتفاع المعنوي
جادل هايدت وسارة الجوي بشأن أن التعرض لقصص عن الجمال الأخلاقي (على عكس الاشمئزاز الأخلاقي) يسبب مجموعة مشتركة من الاستجابات، بما في ذلك المشاعر الدافئة والمحبة والهدوء والرغبة في أن يصبح الشخص أفضل، كما تتسبب مشاعر الارتفاع الأخلاقي في تفتير الحليب عند الأمهات المرضعات مما يشير إلى تورط هرمون الأوكسيتوسين. يوجد الآن مجموعة كبيرة من الأبحاث حول الارتفاع والعواطف ذات الصلة.

### نظرية الأسس الأخلاقية
في عام 2004، بدأ هايدت في مد نموذج الحدس الاجتماعي لتحديد ما يعتبره أهم فئات الحدس الأخلاقي، وكانت النتيجة نظرية الأسس الأخلاقية، والتي اشترك في تطويرها مع كريج جوزيف وجيسي جراهام، واستند فيها جزئياً إلى كتابات ريتشارد شويدر. تفترض النظرية أن هناك -على الأقل- ستة أسس أخلاقية فطرية تقوم الثقافات من خلالها بتطوير أخلاقياتها المختلفة -تمامًا كما توجد خمسة مستقبلات للتذوق على اللسان- والتي تستخدمها الثقافات في صنع العديد من المطابخ المختلفة. الستة هم الرعاية / الأذى، والإنصاف / الخداع، والحرية / الظلم، والولاء / الخيانة، والسلطة / التخريب، والقدسية / الانحطاط. طُورت النظرية لشرح اختلافات الأخلاق بين الثقافات، ولكن يؤكد هايدت والمتعاونين معه أن النظرية تعمل جيدًا لشرح الاختلافات السياسية أيضًا. وفقًا لهايدت، يميل الليبراليون إلى تأييد مؤسسات الرعاية والمساواة بشكل أساسي، في حين يميل المحافظون إلى تأييد جميع المؤسسات الست بشكل متساوٍ.

## استعارة الفارس والفيل
أدت ملاحظات الحدس الاجتماعي - وهي أن الحدس يأتي في المرتبة الأولى وترشيده في المرتبة الثانية- إلى استعارة الفيل والفارس، حيث يمثل الفارس العمليات المسيطر عليها الواعية ويمثل الفيل جميع العمليات التلقائية. تُستخدم هذا الاستعارة على نطاق واسع في كل من فرضية السعادة والعقل الصائب.

## المركزية السياسية
في الفصل 8 من كتاب العقل الصائب، يصف هايدت كيف بدأ دراسة علم النفس السياسي من أجل مساعدة الحزب الديمقراطي في الفوز بمزيد من الانتخابات، ولكن في الفصل 12 يقول أن كل مجموعة من المجموعات السياسية الرئيسية - المحافظون والتقدميون والتحرريون - لديهم رؤى قيمة وأن الحقيقة والسياسة الجيدة تبرز من تنافس الأفكار. منذ عام 2012، أشار هايدت إلى نفسه بأنه «الوسط السياسي». شارك هايدت في العديد من الجهود للمساعدة في سد الفجوة السياسية والحد من الاستقطاب السياسي في الولايات المتحدة. في عام 2007، أسس موقع CivilPolitics.org، وهو مركز لتبادل المعلومات حول الكياسة السياسية. عمل هايدت في المجالس الاستشارية لممثلي الولايات المتحدة، وهي منظمة غير حزبية لمكافحة الفساد، وفي صندوق ""Acumen الذي يستثمر في الشركات والقادة والأفكار التي تغير طريقة تعامل العالم مع الفقر، وايضَا عمل في " Better-Angels.org" التي تعتبر مجموعة من الحزبين تعمل على الحد من الاستقطاب السياسي. كما تحدث هايدت حول موضوع التفاهم والحد من الانقسامات السياسية في ثلاثة مؤتمرات تيد (TED) من أصل أربعة أجراهم.
تحدث في مؤتمر TED لعام 2012 حول «كيف يمكن للتهديدات المشتركة أن تشكل أرضية مشتركة»، حيث قدم مجموعة من الأفكار حول كيفية استخدام علم النفس الأخلاقي لتعزيز التعاون بين المعارضين الحزبيين. أصبح هذا الحديث أساسًا لفريق عمل الحزبين الباحثين في مجال الفقر، والذي ساعد هايدت في عقده تحت رعاية معهد أمريكان إنتربرايز ومؤسسة بروكينغز. في عام 2015، نشر فريق العمل تقريرًا بعنوان «الفرصة والمسؤولية والأمن: خطة إجماعية للحد من الفقر واستعادة الحلم الأمريكي».

## الاستقبال
في الفصل 9 من فرضية السعادة، يقدم هايدت بحثًا شاملاً عن دور الدين في المجتمع وخلص إلى أن المجتمع العلمي يجب أن يعترف بالأصول التطورية للتدين ويقبل فوائدها المحتملة. يختلف العلماء والفلاسفة الآخرون مع رأي هيدت الإيجابي عمومًا حول التدين، وهذا ما أظهره النقاش عبر الإنترنت الذي يرعاه موقع Edge.
كتب الصحفي كريس هيدجز تقريرَا عن كتاب العقل الصائب اتهم فيها بدعم دعم «الداروينية الاجتماعية». لم يوافق هايدت على قراءة هيدجز للكتاب، مدعياً أن هيدجز أخذ اقتباسات من المحافظين ونسبها بشكل غير مناسب إلى هايدت.

## أعماله
ألف هايدت ثلاثة كتب غير أكاديمية للجمهور العام معنية بمواضيع عديدة في علم النفس والسياسة. كتابه الأول، فرضية السعادة: إيجاد الحقيقة الحديثة في الحكمة القديمة يرسم على أفكار فلسفية قديمة في ضوء البحث العلمي المعاصر لإستخراج دروس محتملة وكيف يمكن تطبيقها على الحياة اليومية. يطرح هايدت في هذا الكتاب «عشرة أفكار عظيمة» عن السعادة إعتنقها فلاسفة ومفكرون في الماضي – أفلاطون، ماركوس أوريليوس، بوذا، المسيح وآخرون – وما لدى العلم الحديث ليقوله عن هذه الأفكار. كتاب العقل الصائب: لماذا ينقسم الناس الطيبون بالسياسة والدين يرسم على بحث هايدت السابق عن نظرية الأسس الأخلاقية، ويناقش أن الأحكام الأخلاقية تنتج ليس من التفكير المنطقي ولكن من المشاعر الغريزية. هو يناقش بأن الليبراليين، المتحفظين، والتحرريين لديهم حدسيات مختلفة حول الصواب والخطأ لأنهم يعطون الأولوية لقيم مختلفة. أحدث كتاب لهايدت تدليل العقل الأمريكي: كيف تُنشئ النوايا الحسنة والأفكار السيئة جيلًا من الفشل الذي كتبه مع غريغ لوكيانوف هو توسع لمقالة كتبها المؤلفون لمجلة ذا أتلانتيك في عام 2015. يستكشف الكتاب الاستقطاب السياسي المتزايد وتغير الثقافة في حرم الجامعات وآثاره على الصحة العقلية. ويستكشف كذلك المؤلفون تغيرات في مرحلة الطفولة متضمنًة ظهور ما يسمونه بـ«التربية المخيفة»، تراجع اللعب غير المُراقب، وتأثيرات وسائل التواصل الاجتماعي في العقد الأخير.

### الكتب
- (2002). ازدهار: علم النفس الإيجابي وعيش الحياة بشكل جيد.
- (2006). فرضية السعادة: إيجاد الحقيقة الحديثة في الحكمة القديمة.
- (2012). العقل الصائب: لماذا ينقسم الناس الطيبون بالسياسة والدين.
- (2018). الكل ناقص: أفكار جون ستيوارت ميل حول حرية التعبير.
- (2018). تدليل العقل الأمريكي.

### مقالات مختارة
- (2001). «الكلب العاطفي وذيله العقلاني: نهج الحدس الاجتماعي للحكم الأخلاقي.»
- (2005). «الاشمئزاز المنغني يجعل الأحكام الأخلاقية أكثر شدة.»
- (2007). «التوليف الجديد في علم النفس الأخلاقي.»
- (2009). «يعتمد الليبراليون والمحافظون على مجموعات مختلفة من الأسس الأخلاقية.»
- (2012). «فهم الأخلاق التحررية: التصرفات النفسية للحرياتيين الذين حُدد هويتهم.»
- (2015). «التنوع الإيديولوجي سيحسن العلم النفسي.»
- (2017). «اجعل أخلاقيات العمل من العلوم التراكمية». الطبيعة سلوك الإنسان

## روابط خارجية
- جوناثان هايدت على موقع ميوزك برينز (الإنجليزية)